# TUNE GUITAR MANIAC
テューンギターマニアック有限会社（TUNE GUITAR MANIAC CORPORATION）は、兵庫県尼崎市に本社を置くエレクトリックベース製造メーカーである。

## 概要
1983年、大阪で当時の創業者、藤谷初一によりテューンギターテクノロジー設立。後に株式会社へ組織変更。開業当時としては珍しかったフェノリック（合成樹脂）指板、コンパクトボディー、アクティブ回路を搭載した事により一世を風靡した。1980年代後半の一時期、ベース同様にアクティブ回路を搭載したギターも製造した。 2000年前後に現社名へ変更・有限会社への組織変更・兵庫県への移転を行う。2020年代にオーダーされるベースでも一部のパーツには旧社名のロゴが入っている。
5弦・6弦ベースは言うに及ばず、8弦・10弦等の複弦ベースやトレモロアーム付きベース（2010年代後半で生産完了）、約4オクターブの音域を持つ5弦36フレットのベース、過去にはボディ＆ネック等の木工部門をアメリカのアレンビック、パーツおよびエレクトロニクス部門をテューンが受け持つコラボモデルTNXシリーズなど、独創的かつ特殊なベース製造に関しては国内の草分け的存在である。

## 主な使用ミュージシャン

### 国内
- 鳴瀬喜博（カシオペアなど）
- 瞬火（陰陽座）
- 徳永暁人
- 森田悠介 (ai kuwabara trio project など)

### 海外
- ロジャー・グローヴァー（ディープ・パープル など）
- グレッグ・レイク （エマーソン・レイク・アンド・パーマーなど）